# Каролин (Пінськ)

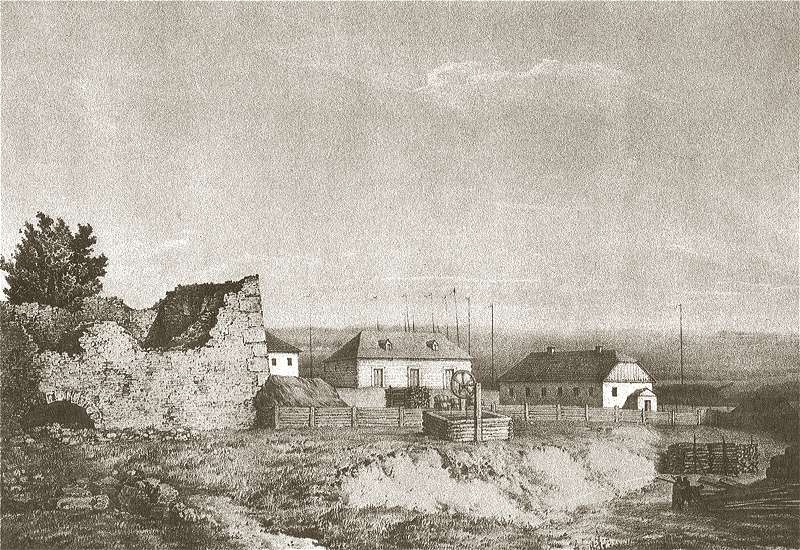
Наполеон Орда. Руїни замку в Каролині, близько 1877

Каролин (Карлін, біл. Каралін) — район передмістя Пінська, сьогодні Білорусь. У минулому — містечко, культурний центр євреїв Полісся. Розташовувалося в районі костела Баромея, сьогодні вулиця Кірова.

## Історія
Каролин як окреме містечко було засноване у 1690 році Яном Кароль Дольським, який заснував тут церкву і монастир. Тоді ж він дав дозвіл євреям селитися в цьому районі. Після смерті Яна Дольського місто успадкував його зять Михайло Сервацій Вишневецький (1680—1744), який перебудував замок у резиденцію, оточену ровом і валом. Замок Вишневецьких у Каролині існував до початку XVIII століття, коли в 1706 році під час Північної війни був зруйнований шведською армією на чолі з Карлом XII.
У роки 1770—1782 роках у Каролині побудований костел святого Карла Борромео. У 1799 році місто ввійшло до складу Пінська.
У другій половині XVIII століття Каролин став резиденцією хасидських цадиків з династії Каролин. Засновник династії — Ахарон бен Яаков (Аарон Великий) (1736—1772 рр.) — проповідник хасидського вчення. Передмістя Пінська і містечка довкола його стали центрами хасидизму.
До початку XVIII століття в Каролині був замок Вишневецьких, зруйнований шведською армією на чолі з Карлом XII.